# Chlorida transversalis
Chlorida transversalis es una especie de escarabajo longicornio del género Chlorida, tribu Bothriospilini, subfamilia Cerambycinae. Fue descrita científicamente por Buquet en 1844.

## Descripción
Mide 28 milímetros de longitud.

## Distribución
Se distribuye por Colombia.